# Hồng Kông thuộc Nhật
Thời kỳ Nhật Bản chiếm đóng Hồng Kông (香港日據時期) bắt đầu khi Thống đốc Mark Young trao thuộc địa vương thất của Đế quốc Anh là Hồng Kông cho Đế quốc Nhật Bản ngày 25 tháng 12 năm 1941, sau 18 ngày chiến đấu chống lại Lục quân Nhật Bản tiến đánh vùng lãnh thổ này. Sự chiếm đóng kéo dài trong ba năm tám tháng cho đến khi Nhật Bản đầu hàng vào cuối Chiến tranh thế giới thứ hai. Độ dài của thời kì này (三年零八個月, n.đ. 'ba năm tám tháng') sau đó trở thành phép hoán dụ của sự chiếm đóng.

## Bối cảnh

### Đế quốc Nhật xâm lược Trung Quốc
Trong cuộc chiến tranh toàn diện của quân đội Nhật Bản vào năm 1937, Hồng Kông lúc đó là một phần của Đế chế Anh nên không bị tấn công. Tuy nhiên, tình hình của Hồng Kông lại bị ảnh hưởng bởi cuộc chiến ở Trung Quốc do có vị trí tiếp giáp với Trung Hoa đại lục. Đầu tháng 3 năm 1939, trong một cuộc tấn công ném bom của Đế quốc Nhật vào Thâm Quyến, một vài quả bom đã vô tình rơi xuống lãnh thổ Hồng Kông, phá hủy một cây cầu và một nhà ga xe lửa.

### Chiến tranh thế giới lần thứ hai
Năm 1936, Đức Quốc xã và Đế quốc Nhật Bản ký Hiệp ước chống Quốc tế Cộng sản. Năm 1937, Phát xít Ý cũng đã tham gia hiệp ước, tạo thành liên minh quân sự Phe Trục.
Vào mùa thu năm 1941, Đức Quốc xã đã ở gần giai đoạn đỉnh cao của sức mạnh quân sự. Sau cuộc tấn công Ba Lan và sự kiện nước Pháp thất thủ, quân đội Đức đã tràn qua phần lớn Tây Âu và đang dần tiến quân về phía Moskva, thủ đô của Liên Xô. Mặc dù vẫn chính thức trung lập nhưng Hoa Kỳ đã tích cực hỗ trợ Vương quốc Anh, Liên hiệp Anh và Liên Xô trong cuộc chiến chống lại Đức thông qua chính sách Lend-Hire và các chương trình hỗ trợ khác.
Hoa Kỳ cũng ủng hộ Trung Quốc trong cuộc chiến chống lại sự xâm lược của Đế quốc Nhật Bản. Ngoài ra, Mỹ còn áp đặt lệnh cấm vận 100% đối với việc bán dầu cho Nhật sau khi các hình thức trừng phạt kinh tế ít tích cực hơn không thể ngăn chặn những tiến bộ của Nhật Bản. Vào ngày 7 tháng 12 năm 1941 (giờ Honolulu), Nhật Bản bất ngờ tiến hành một cuộc chinh phạt rộng khắp Thái Bình Dương và Đông Nam Á, bao gồm vụ tấn công Trân Châu Cảng và Philippines do Mỹ bảo hộ, xâm lược Thái Lan và Mã Lai thuộc Anh.

## Kháng chiến chống Nhật

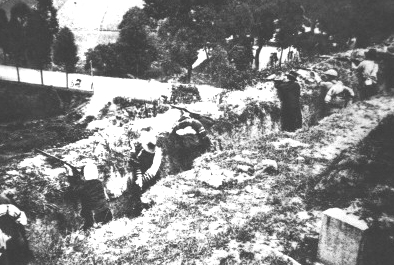
Du kích Đông Giang chiến đấu trong chiến hào

### Đông Giang Tung đội
Đông Giang Tung đội (东江纵队) được thành lập bởi Tằng Sinh (曾生) tại Quảng Đông vào năm 1939, nhóm này chủ yếu bao gồm nông dân, sinh viên và thủy thủ, trong đó có Viên Canh. Khi chiến tranh lan đến Hồng Kông năm 1941, lực lượng du kích đã tăng từ 200 lên hơn 6.000 binh sĩ. Vào tháng 1 năm 1942, Quảng Đông nhân dân kháng Nhật du kích đội Đông Giang Tung đội (廣東人民抗日游擊隊東江縱隊) được thành lập để củng cố các lực lượng chống Nhật ở đồng bằng sông Đông Giang và Châu Giang. Đặc biệt, đóng góp quan trọng nhất của quân du kích đối với quân Đồng Minh là giải cứu hai mươi phi công Mỹ nhảy dù xuống Cửu Long khi máy bay bị Nhật bắn hạ. Trong khi lực lượng bên Anh rút lui thì quân du kích lại nhặt vũ khí bị bỏ rơi và thiết lập các căn cứ ở trên các vùng Tân Giới và Cửu Long. Đội áp dụng chiến thuật chiến tranh du kích và tiêu diệt những kẻ phản bội và hợp tác giả người Trung. Họ bảo vệ các thương nhân ở Cửu Long và Quảng Châu, tấn công đồn cảnh sát tại Đại Bộ và ném bom sân bay Khải Đức. Trong thời kỳ chiếm đóng của Nhật Bản, cuộc kháng chiến duy nhất được củng cố bởi quân du kích sông Đông Giang.

### Cảng Cửu đại đội
Vào tháng 1 năm 1942, Cảng Cửu đại đội (港九大隊) được thành lập từ lực lượng du kích chống Nhật của người Quảng Đông. Vào tháng 2 năm 1942 với Thái Quốc Lương (蔡國梁) là chỉ huy và Trần Đạt Minh (陳達明) là chính ủy được trang bị 30 khẩu súng máy và hàng trăm khẩu súng trường từ các lực lượng của Anh bị đánh bại. Họ đánh số khoảng 400 trong khoảng thời gian từ 1942 đến 1945 và hoạt động ở vùng Tây Cống. Ngoài ra, lính du kích rất đáng chú ý trong việc giải cứu các tù nhân chiến tranh, đáng chú ý là Lindsay Ride, Douglas Clague, giáo sư Gordan King và David Bosanquet. Vào tháng 12 năm 1943, Đông Giang Tung đội hợp nhất với Cảng Cửu đại đội thành một đơn vị lớn hơn.

### Nhóm viện trợ quân đội Anh
Nhóm viện trợ quân đội Anh được thành lập năm 1942 theo lời đề nghị của Đại tá Lindsay Ride. Nhóm đã giải cứu tù binh đồng minh bao gồm cả phi công bị bắn hạ và công nhân bị mắc kẹt trong vùng Hồng Kông bị chiếm đóng. Ngoài ra, Nhóm viện trợ quân đội Anh còn có vai trò thu thập thông tin tình báo. Trong quá trình này, nhóm đã cung cấp bảo vệ cho sông Đông Giang, một nguồn cung cấp nước sinh hoạt ở Hồng Kông. Đây là tổ chức đầu tiên mà người Anh, Trung Quốc và các quốc tịch khác phục vụ mà không có sự phân chia chủng tộc. Francis Lee Yiu-pui và Paul Tsui Ka-cheung được ủy nhiệm làm sĩ quan.

### Không kích
Không quân lục quân Hoa Kỳ (USAAF) đóng tại Trung Quốc đã tấn công các khu vực của Hồng Kông từ tháng 10 năm 1942. Hầu hết các cuộc tấn công này liên quan đến một số lượng nhỏ máy bay, và thường nhắm vào các tàu chở hàng của Nhật Bản đã được báo cáo bởi lính du kích Trung Quốc. Đến tháng 1 năm 1945, vùng lãnh thổ thường xuyên bị Không quân Hoa Kỳ đột kích. Cuộc đột kích lớn nhất vào Hồng Kông diễn ra vào ngày 16 tháng 1 năm 1945 khi là một phần của cuộc đột kích trên Biển Đông, 471 máy bay của Hải quân Hoa Kỳ đã tấn công tàu vận tải, bến cảng và các mục tiêu khác.

## Nhật Bản đầu hàng

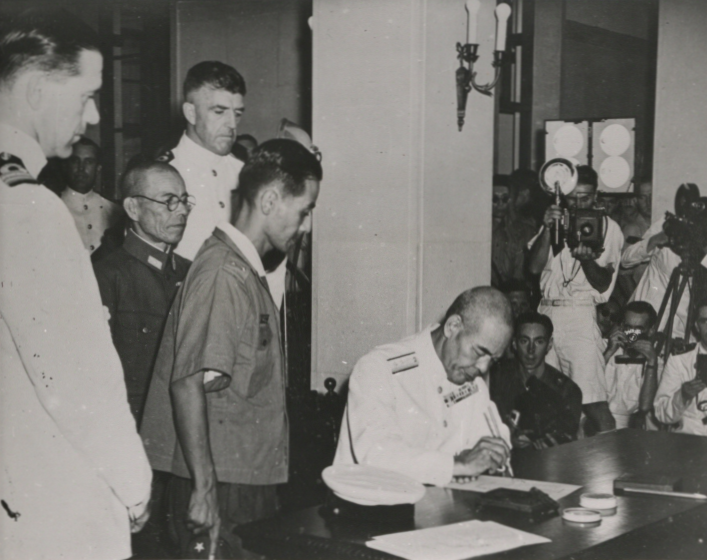
Chuẩn đô đốc người Anh Cecil Halliday Jepson Harcourt đang nhìn Phó đô đốc Nhật Bản Ruitako Fujita ký vào văn kiện đầu hàng vào ngày 16 tháng 9 năm 1945 tại Hồng Kông.

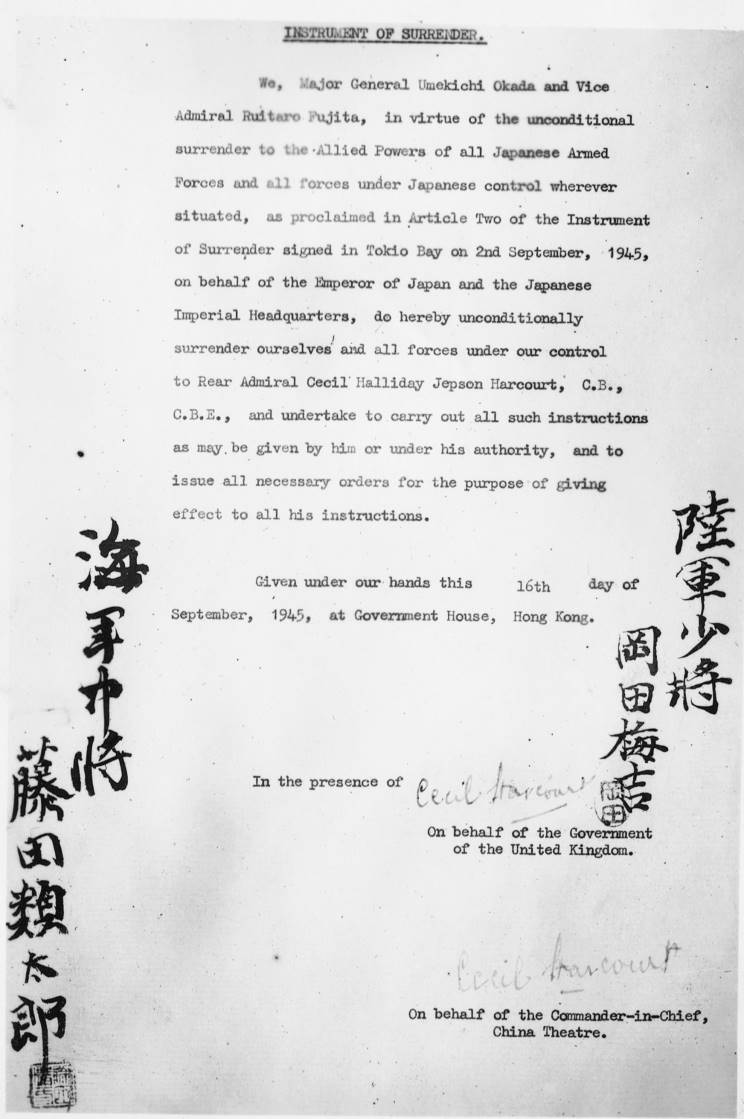
Văn kiện đầu hàng của Nhật Bản

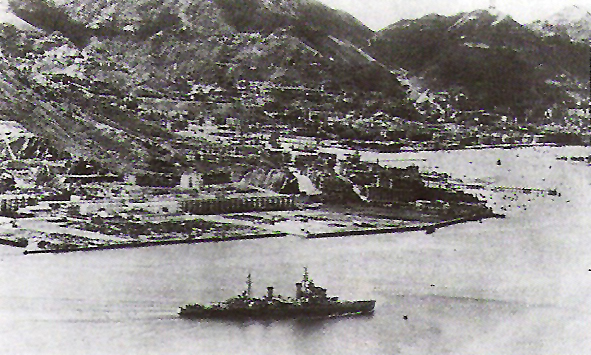
Tàu tuần dương của Anh vào cảng Victoria qua Bắc Giác vào ngày 30 tháng 8 năm 1945

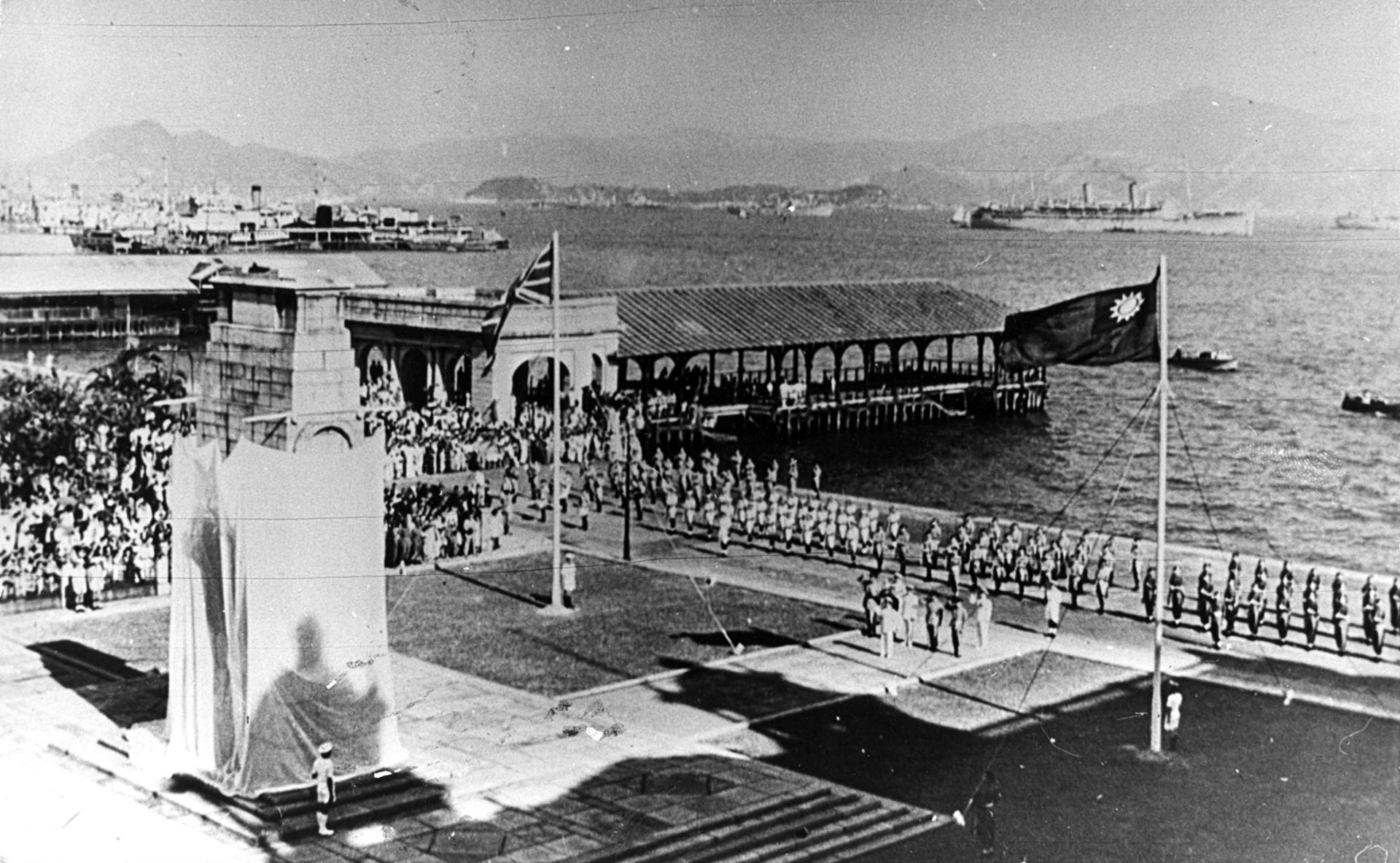
Giải phóng Hồng Kông năm 1945. Hình ảnh chụp tại Cenotaph ở Trung Hoàn, Hồng Kông

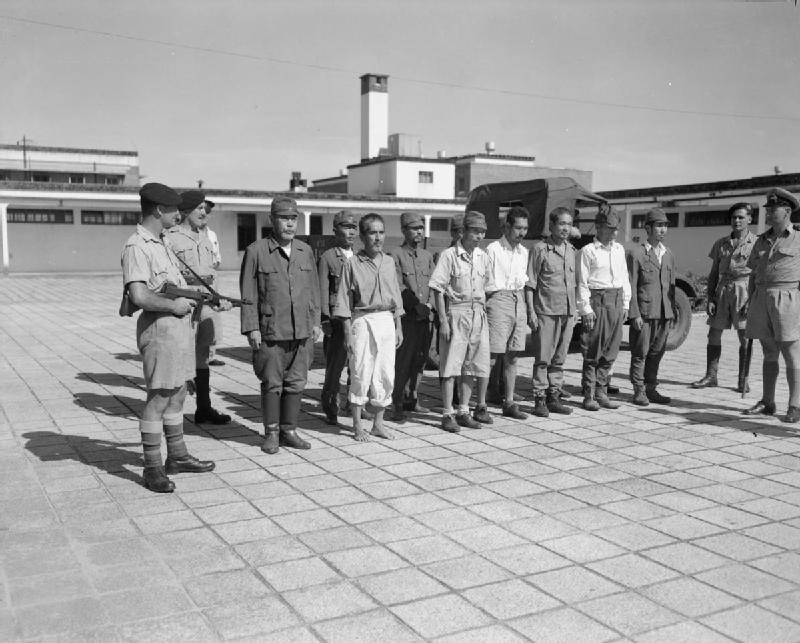
Tội phạm chiến tranh Nhật Bản chuẩn bị chuyển đến nhà tù Stanley vào ngày 29 tháng 9 năm 1945

Sự chiếm đóng của Nhật Bản tại Hồng Kông kết thúc vào năm 1945, sau khi Nhật đầu hàng Đồng Minh ngày 15 tháng 8 năm 1945. Anh chính thức kiểm soát Hồng Kông ngày 30 tháng 8 năm 1945, khi Quân đội Nhật Bản bàn giao Hồng Kông cho Hải quân Hoàng gia Anh. Ngày 30 tháng 8 được tuyên bố là "Ngày giải phóng" (tiếng Trung: 重光紀念日), và là một ngày nghỉ lễ ở Hồng Kông cho đến năm 1997.
Tướng Takashi Sakai là người chỉ huy cuộc xâm lược Hồng Kông, sau giữ chức thống đốc trong thời kỳ Nhật Bản chiếm đóng, đã bị xét xử như một tội phạm chiến tranh và bị xử tử vào chiều ngày 30 tháng 9 năm 1946.

## Giai đoạn chính trị sau chiến tranh
Sau khi Nhật Bản đầu hàng, không rõ liệu Đế quốc Anh hay Trung Hoa Dân Quốc sẽ đảm nhận quản lý chủ quyền vùng lãnh thổ Hồng Kông. Tưởng Giới Thạch của Quốc dân đảng cho rằng Trung Quốc, bao gồm các vùng lãnh thổ trước đây thuộc các nước châu Âu như Hồng Kông và Ma Cao, sẽ được thống nhất lại dưới sự cai trị của ông. Vài năm trước, Tổng thống Hoa Kỳ Franklin Roosevelt khẳng định rằng chủ nghĩa thực dân sẽ phải chấm dứt, và hứa với bà Tống Mỹ Linh rằng Hồng Kông sẽ được khôi phục lại dưới quyền kiểm soát của Trung Quốc. Tuy nhiên, người Anh đã nhanh chóng lấy lại quyền kiểm soát Hồng Kông. Ngay khi nghe tin Nhật Bản đầu hàng, Franklin Gimson, thư ký thuộc địa của Hồng Kông, đã rời trại tù của mình và tuyên bố là thống đốc tạm thời của vùng lãnh thổ. Một văn phòng chính phủ đã được thành lập tại Tòa nhà Truyền giáo Pháp cũ ở Victoria ngày 1 tháng 9 năm 1945. Chuẩn đô đốc người Anh Cecil Halliday Jepson Harcourt đi thuyền vào Hồng Kông trên tàu tuần dương HMS Swiftsure sang thiết lập lại quyền kiểm soát của chính phủ Anh đối với thuộc địa. Ngày 16 tháng 9 năm 1945, ông chính thức chấp nhận đầu hàng từ phía Nhật Bản.
Sự phục hồi sau chiến tranh của Hồng Kông nhanh chóng đến đáng kinh ngạc. Đến tháng 11 năm 1945, nền kinh tế đã phục hồi tốt đến mức các biện pháp kiểm soát của chính phủ được dỡ bỏ và thị trường tự do được khôi phục. Dân số trở lại khoảng một triệu vào đầu năm 1946 do nhập cư từ Trung Quốc. Những điều bị cấm vào thời thuộc địa cũng bị bãi bỏ trong những năm sau chiến tranh khi các cường quốc thực dân châu Âu nhận ra rằng họ không thể cai trị các thuộc địa của mình như trước khi xảy ra chiến tranh. Người dân Trung Quốc không còn bị cấm ở một số bãi biển nhất định hoặc sống trên núi Thái Bình.